# 아르덴주의 아롱디스망
아르덴주의 아롱디스망에는 총 4개가 있다.
- 샤를르빌메지에르 아롱디스망 (아르덴 주의 주도 : 샤를르빌메지에르)은 17개의 캉통과 160개의 코뮌이 속해 있다.
- 레텔 아롱디스망 (준주도 : 프리바)은 6개의 캉통과 101개의 코뮌이 속해 있다.
- 스당 아롱디스망 (준주도 : 스당)은 6개의 캉통과 79개의 코뮌이 속해 있다.
- 부지에 아롱디스망 (준주도 : 부지에)은 8개의 캉통과 123개의 코뮌이 속해 있다.

## 역사
- 1790년 : 샤를르빌, 그랑프레, 레텔, 로크루아, 스당, 부지에르 등 6개의 디스트리크와 함께 아르덴 주가 생성됨
- 1800년 : 메지에르, 레텔, 로크루아, 스당, 부지에르 아롱디스망 생성
- 1926년 : 로크루아, 스당 아롱디스망 폐지
- 1942년 : 스당 아롱디스망 복구
- 1966년 : 메지에르 아롱디스망이 샤를르빌메지에르 아롱디스망으로 변경